# Amrûn Verlag
Der Amrûn Verlag ist ein deutscher Independent-Verlag mit Sitz in Traunstein.

## Geschichte
Der Amrûn Verlag, 2013 von Jürgen Eglseer gegründet, war anfangs auf Fantasy ausgerichtet, hat später dann sein Programm auf Themen um Romantik und zu einem geringen Teil um historische Romane erweitert.
Der Verlag bemüht sich entsprechend seiner Eigenbeschreibung um „streitbare Autoren“. 2018 waren in der Deutschen Nationalbibliothek über 150 Verlagsmedien gelistet. Seit 2016 publiziert der Verlag außerdem die Printausgaben des unabhängigen Autorinnenlabels Ink Rebels.
Im November 2021 übernahm er den Ach je Verlag von Jascha Urbach und führt diesen seitdem als Imprint weiter. Zum 1. Juli 2022 kam durch die Übernahme des Plattini-Verlags ein weiteres Label hinzu, in dem vor allem Kriminal- und historische Romane veröffentlicht werden.

## Trivia
Amrûn („Sonnenaufgang, Osten“) ist ein elbischer Begriff aus dem Tolkienschen Universum.

## Autoren (Auswahl)
Im Amrûn Verlag wurden unter anderem folgende Autoren veröffentlicht:
Romane
- Jennifer Benkau
- Michael Marrak
- Stefanie Hasse
- Faye Hell
- Markus Kastenholz
- Susanne Pavlovic
- Uwe Post
- Alessandra Reß
- Sina Müller
- Katharina Wolf

Herausgeber
- Michael K. Iwoleit – Nova Magazin, von 2015 bis 2018.
- T. S. Orgel – Die Hilfskräfte – Die wahren Herren des Dungeons

## Auszeichnungen (Auswahl)
Einige der im Verlag erschienenen Werke haben Literaturpreise zugesprochen bekommen.
- Susanne Pavlovic, Deutscher Phantastik Preis 2016, Bester deutscher Roman für Feuerjäger 1: Die Rückkehr der Kriegerin
- Faye Hell, Deutschen Phantastik Preis 2016, Bestes Romandebüt[5] für Keine Menschenseele
- Michael Marrak, Kurd-Laßwitz-Preis[6]  sowie Seraph[7] für Der Kanon mechanischer Seelen
- Diverse Preise für Autoren und Designer für Romane, Kurzgeschichten und Covergestaltung.[8][9][10][11]